# Gaoqiao (sockenhuvudort i Kina, Zhejiang Sheng, lat 28,59, long 121,23)
Gaoqiao (kinesiska: 高桥街道) är en sockenhuvudort i Kina. Den ligger i provinsen Zhejiang, i den östra delen av landet, omkring 210 kilometer sydost om provinshuvudstaden Hangzhou. Antalet invånare är 23 140. Befolkningen består av 11 470 kvinnor och 11 670 män. Barn under 15 år utgör 317 %, vuxna 15-64 år 74 %, och äldre över 65 år 11,0 %.
Runt Gaoqiao är det mycket tätbefolkat, med 1 177 invånare per kvadratkilometer. Närmaste större samhälle är Luqiao, 14,4 km öster om Gaoqiao. Trakten runt Gaoqiao består till största delen av jordbruksmark.
Genomsnittlig årsnederbörd är 2 144 millimeter. Den regnigaste månaden är augusti, med i genomsnitt 395 mm nederbörd, och den torraste är januari, med 73 mm nederbörd.